# 印度—波蘭關係
印度－波蘭關係，是指印度共和國和波蘭共和國之間的雙邊關係。

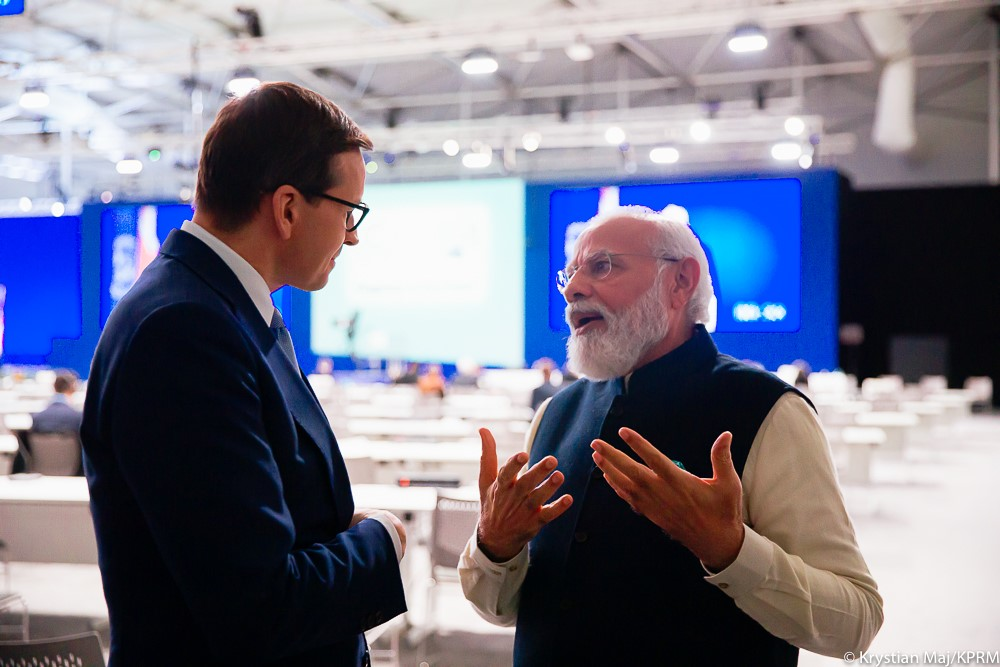
印度總理納倫德拉·莫迪與波蘭總理馬特烏什·莫拉維茨基在2021年聯合國氣候變化大會上交談

## 概論
兩國於1954年建交關係，而印度於1957年在華沙開設了印度駐波蘭大使館。在冷戰期間，印度和波蘭與蘇聯的關係均十分密切，兩國亦因此邦交緊密。1977年1月25日，兩國之間就航空服務在新德里簽訂協議。蘇聯解體後，兩國都致力改善與歐盟和美國的關係，而兩國關係至今亦保持友好。波蘭在1989年共產主義制度被推翻後，印度和波蘭議會建立交往。2009年4月，印度總統普拉蒂巴·帕蒂爾訪問波蘭；2010年9月，波蘭總理圖斯克訪問印度，會見了印度政客和商人。

## 經貿關係
2008年，兩國之間的雙邊貿易總額比1992年增長約11倍。於2005年期間，印度一些企業簽訂投資協議，相關投資創造可在波蘭預期創造3500個新職位。印度主要出口到波蘭的產品包括茶、咖啡、香料、紡織品、藥品、機械器材、醫療器材及汽車零件等，波蘭出口到印度的商品則包括機械和電子設備、人造樹脂、塑料、有色金屬及機床。印度工業聯合會曾多次組團到波蘭，探討在各個經濟領域的合作機會。一些印度企業在波蘭成立分部。成立於2008年的印度－波蘭商會和工會負責保護雙方的經濟利益，並促進印度和波蘭之間的經濟關係。波蘭曾表示有興趣建立兩國之間的直飛航班。

## 軍事關係
印度與波蘭發展了許多軍事上的合作，例如協助培訓參與聯合國維和行動的軍人及在軍演中交換觀察員。兩國在2003年2月簽署了防務合作諒解備忘錄；印度也曾簽署價值6億美元的合同，協助波蘭開發現代化的軍備，兩國更曾考慮互相投資對方的國防工業。